# Radigan Point
Radigan Point är en udde i Antarktis. Den ligger i Västantarktis. Chile och Storbritannien gör anspråk på området.
Terrängen inåt land är varierad. Havet är nära Radigan Point åt nordväst. Trakten är obefolkad. Det finns inga samhällen i närheten.